# Кабиров, Марат Мидхатович
Марат Мидхатович Кабиров (15 января 1956, гор. Уфа — 16 марта 2016) — спортсмен. Мастер спорта СССР международного класса по боксу (1979).

## Биография
Марат Мидхатович Кабиров родился 15 января 1956 года в Уфе. Спортом занимался в  спортивном клубе «Нефтяник» у тренера В. Ш. Валиуллин.
В 1983 году окончил Ленинградский институт физической культуры им. П. Ф. Лесгафта.
Член сборной команды СССР (1977—1979).
С 1996 года работал тренером-преподавателем по боксу в ДЮСШ № 22 в Уфе.

## Достижения
- Серебряный призёр чемпионата СССР (1979)
- Бронзовый призёр чемпионатов РСФСР (1977—1979)
- Победитель международного турнира на призы Спортивного комитета СССР (1979).
- Бронзовый призёр первенства СССР (1975) среди юниоров.